# Grand Prix Formule 1 van Monaco 2015
De Grand Prix Formule 1 van Monaco 2015 werd gehouden op 24 mei 2015 op het Circuit de Monaco. Het was de zesde race van het kampioenschap.

## Wedstrijdverslag

### Achtergrond

#### DRS-systeem
Voor het DRS-systeem werd, net zoals in 2014, één detectiepunt gebruikt. Dit detectiepunt lag tussen de bochten Piscine en Rascasse, waarna het DRS-systeem op het rechte stuk van start/finish open mocht. Wanneer een coureur bij dit meetpunt binnen een seconde achter een andere coureur reed, mocht hij zijn achtervleugel open zetten.

### Kwalificatie
Lewis Hamilton behaalde voor Mercedes zijn vijfde pole position van het jaar door teamgenoot Nico Rosberg te verslaan. Sebastian Vettel start voor Ferrari als derde, voor de Red Bull-coureurs Daniel Ricciardo en Daniil Kvjat en Kimi Räikkönen op de zesde plaats. Sergio Pérez kwalificeerde zich voor Force India op een knappe zevende positie, voor de Toro Rosso van Carlos Sainz jr. De top 10 werd afgesloten door de Lotus van Pastor Maldonado en de Toro Rosso van Max Verstappen.
Lotus-coureur Romain Grosjean kreeg na afloop van de kwalificatie een straf van vijf startplaatsen omdat hij zijn versnellingsbak moest laten vervangen. Carlos Sainz jr. gaf tijdens de kwalificatie geen gehoor aan het sein om naar de weegbrug te gaan en moet hierdoor voor straf uit de pitstraat starten.

### Race
De race leek op een overwinning van Lewis Hamilton uit te draaien, maar nadat hij 64 ronden lang soeverein aan kop reed veroorzaakte een crash waarbij Max Verstappen en Romain Grosjean betrokken waren, een safety car situatie. Lewis Hamilton besloot om een pitstop te maken, terwijl Nico Rosberg en Sebastian Vettel door bleven rijden. Hamilton raakte hierdoor de leiding in de wedstrijd kwijt en moest hij genoegen nemen met de derde plaats, achter Rosberg, die voor de derde keer op een rij de Grand Prix van Monaco won, en Sebastian Vettel. Nadat de safety car van de baan was verdwenen, werd Kimi Räikkönen ingehaald door Daniel Ricciardo, die hem daarbij bijna in de vangrail duwde. Vervolgens moest Daniil Kvjat zijn teamgenoot Ricciardo voorbij laten, maar nadat dit tot niks leidde, gaf hij deze plaats in de laatste ronde weer terug, zodat Kvjat met een vierde plaats zijn beste Formule 1-resultaat ooit behaalde, terwijl Ricciardo als vijfde en Räikkönen als zesde eindigde. Sergio Pérez behaalde zijn beste resultaat van het seizoen met een zevende plaats, terwijl Jenson Button de eerste punten van het seizoen voor McLaren behaalde met een achtste plaats. Felipe Nasr eindigde voor Sauber op een negende plaats en Carlos Sainz jr. werd, ondanks dat hij uit de pitstraat moest starten, als tiende afgevlagd.
Voor zijn aanrijding met Romain Grosjean kreeg Max Verstappen vijf startplaatsen straf voor de volgende race.

## Vrije trainingen
- Er wordt enkel de top 5 weergegeven.

| Vrije training 1 | Pos | No | Coureur          | Constructeur       | Tijd     |
| ---------------- | --- | -- | ---------------- | ------------------ | -------- |
| Vrije training 1 | 1   | 44 | Lewis Hamilton   | Mercedes           | 1:18.750 |
| Vrije training 1 | 2   | 33 | Max Verstappen   | Toro Rosso-Renault | 1:18.899 |
| Vrije training 1 | 3   | 3  | Daniel Ricciardo | Red Bull-Renault   | 1:19.086 |
| Vrije training 1 | 4   | 5  | Sebastian Vettel | Ferrari            | 1:19.134 |
| Vrije training 1 | 5   | 55 | Carlos Sainz jr. | Toro Rosso-Renault | 1:19.245 |
| Vrije training 2 | Pos | No | Coureur          | Constructeur       | Tijd     |
| Vrije training 2 | 1   | 44 | Lewis Hamilton   | Mercedes           | 1:17.192 |
| Vrije training 2 | 2   | 6  | Nico Rosberg     | Mercedes           | 1:17.932 |
| Vrije training 2 | 3   | 5  | Sebastian Vettel | Ferrari            | 1:18.295 |
| Vrije training 2 | 4   | 7  | Kimi Räikkönen   | Ferrari            | 1:18.543 |
| Vrije training 2 | 5   | 26 | Daniil Kvjat     | Red Bull-Renault   | 1:18.548 |
| Vrije training 3 | Pos | No | Coureur          | Constructeur       | Tijd     |
| Vrije training 3 | 1   | 5  | Sebastian Vettel | Ferrari            | 1:16.143 |
| Vrije training 3 | 2   | 6  | Nico Rosberg     | Mercedes           | 1:16.361 |
| Vrije training 3 | 3   | 44 | Lewis Hamilton   | Mercedes           | 1:16.705 |
| Vrije training 3 | 4   | 3  | Daniel Ricciardo | Red Bull-Renault   | 1:17.120 |
| Vrije training 3 | 5   | 55 | Carlos Sainz jr. | Toro Rosso-Renault | 1:17.256 |

Testcoureurs: geen

## Kwalificatie
| Pos                 | No | Coureur          | Constructeur         | Q1       | Q2       | Q3       | Grid |
| ------------------- | -- | ---------------- | -------------------- | -------- | -------- | -------- | ---- |
| 1                   | 44 | Lewis Hamilton   | Mercedes             | 1:16.588 | 1:15.864 | 1:15.098 | 1    |
| 2                   | 6  | Nico Rosberg     | Mercedes             | 1:16.528 | 1:15.471 | 1:15.440 | 2    |
| 3                   | 5  | Sebastian Vettel | Ferrari              | 1:17.502 | 1:16.181 | 1:15.849 | 3    |
| 4                   | 3  | Daniel Ricciardo | Red Bull-Renault     | 1:17.254 | 1:16.706 | 1:16.041 | 4    |
| 5                   | 26 | Daniil Kvjat     | Red Bull-Renault     | 1:16.845 | 1:16.453 | 1:16.182 | 5    |
| 6                   | 7  | Kimi Räikkönen   | Ferrari              | 1:17.660 | 1:16.440 | 1:16.427 | 6    |
| 7                   | 11 | Sergio Pérez     | Force India-Mercedes | 1:17.376 | 1:16.999 | 1:16.808 | 7    |
| 8                   | 55 | Carlos Sainz jr. | Toro Rosso-Renault   | 1:17.246 | 1:16.762 | 1:16.931 | Pit  |
| 9                   | 13 | Pastor Maldonado | Lotus-Mercedes       | 1:17.630 | 1:16.775 | 1:16.946 | 8    |
| 10                  | 33 | Max Verstappen   | Toro Rosso-Renault   | 1:16.750 | 1:16.546 | 1:16.957 | 9    |
| 11                  | 8  | Romain Grosjean  | Lotus-Mercedes       | 1:17.767 | 1:17.007 |          | 15   |
| 12                  | 22 | Jenson Button    | McLaren-Honda        | 1:17.492 | 1:17.093 |          | 10   |
| 13                  | 27 | Nico Hülkenberg  | Force India-Mercedes | 1:17.552 | 1:17.193 |          | 11   |
| 14                  | 19 | Felipe Massa     | Williams-Mercedes    | 1:17.679 | 1:17.278 |          | 12   |
| 15                  | 14 | Fernando Alonso  | McLaren-Honda        | 1:17.778 | 1:26.632 |          | 13   |
| 16                  | 12 | Felipe Nasr      | Sauber-Ferrari       | 1:18.101 |          |          | 14   |
| 17                  | 77 | Valtteri Bottas  | Williams-Mercedes    | 1:18.434 |          |          | 16   |
| 18                  | 9  | Marcus Ericsson  | Sauber-Ferrari       | 1:18.513 |          |          | 17   |
| 19                  | 28 | Will Stevens     | Marussia-Ferrari     | 1:20.655 |          |          | 18   |
| 20                  | 98 | Roberto Merhi    | Marussia-Ferrari     | 1:20.904 |          |          | 19   |
| 107% tijd: 1:21.884 |    |                  |                      |          |          |          |      |

## Race
| Pos | No | Coureur          | Constructeur         | Rondes | Tijd/Oorzaak uitval | Grid | Punten |
| --- | -- | ---------------- | -------------------- | ------ | ------------------- | ---- | ------ |
| 1   | 6  | Nico Rosberg     | Mercedes             | 78     | 1:49:18.420         | 2    | 25     |
| 2   | 5  | Sebastian Vettel | Ferrari              | 78     | +4.486              | 3    | 18     |
| 3   | 44 | Lewis Hamilton   | Mercedes             | 78     | +6.053              | 1    | 15     |
| 4   | 26 | Daniil Kvjat     | Red Bull-Renault     | 78     | +11.965             | 5    | 12     |
| 5   | 3  | Daniel Ricciardo | Red Bull-Renault     | 78     | +13.608             | 4    | 10     |
| 6   | 7  | Kimi Räikkönen   | Ferrari              | 78     | +14.345             | 6    | 8      |
| 7   | 11 | Sergio Pérez     | Force India-Mercedes | 78     | +15.013             | 7    | 6      |
| 8   | 22 | Jenson Button    | McLaren-Honda        | 78     | +16.063             | 10   | 4      |
| 9   | 12 | Felipe Nasr      | Sauber-Ferrari       | 78     | +23.626             | 14   | 2      |
| 10  | 55 | Carlos Sainz jr. | Toro Rosso-Renault   | 78     | +25.056             | Pit  | 1      |
| 11  | 27 | Nico Hülkenberg  | Force India-Mercedes | 78     | +26.232             | 11   |        |
| 12  | 8  | Romain Grosjean  | Lotus-Mercedes       | 78     | +28.415             | 15   |        |
| 13  | 9  | Marcus Ericsson  | Sauber-Ferrari       | 78     | +31.159             | 17   |        |
| 14  | 77 | Valtteri Bottas  | Williams-Mercedes    | 78     | +45.789             | 16   |        |
| 15  | 19 | Felipe Massa     | Williams-Mercedes    | 77     | +1 ronde            | 12   |        |
| 16  | 98 | Roberto Merhi    | Marussia-Ferrari     | 76     | +2 ronden           | 19   |        |
| 17  | 28 | Will Stevens     | Marussia-Ferrari     | 76     | +2 ronden           | 18   |        |
| DNF | 33 | Max Verstappen   | Toro Rosso-Renault   | 64     | Ongeluk             | 9    |        |
| DNF | 14 | Fernando Alonso  | McLaren-Honda        | 45     | Versnellingsbak     | 13   |        |
| DNF | 13 | Pastor Maldonado | Lotus-Mercedes       | 7      | Remmen              | 8    |        |

## Tussenstanden na de Grand Prix

### Coureurs
| Positie | Nummer | Rijder           | Team              | Punten |
| ------- | ------ | ---------------- | ----------------- | ------ |
| 1       | 44     | Lewis Hamilton   | Mercedes          | 126    |
| 2       | 6      | Nico Rosberg     | Mercedes          | 116    |
| 3       | 5      | Sebastian Vettel | Ferrari           | 98     |
| 4       | 7      | Kimi Räikkönen   | Ferrari           | 60     |
| 5       | 77     | Valtteri Bottas  | Williams-Mercedes | 42     |

### Constructeurs
| Positie | Team              | Punten |
| ------- | ----------------- | ------ |
| 1       | Mercedes          | 242    |
| 2       | Ferrari           | 158    |
| 3       | Williams-Mercedes | 81     |
| 4       | Red Bull-Renault  | 52     |
| 5       | Sauber-Ferrari    | 21     |